# Гидеон против Уйэнрайта
Гидеон против Уэйнрайта 372 U. S. 335 (1963) (англ. Gideon v. Wainwright 372 U. S. 335 (1963)) прецедент Верховного Суда США, который играет важную роль в истории американского конституционализма. Согласно данному источнику права США, государство обязано предоставлять адвоката лицам, обвиняемым по уголовным делам, даже если фигуранты преступления не имеют финансовой возможности оплатить юридические услуги. Прецедент существенно расширил положения пятой и шестой поправки Конституции США, обязав правительства штатов предоставлять обвиняемым защитника вне зависимости от степени тяжести преступления.

## История

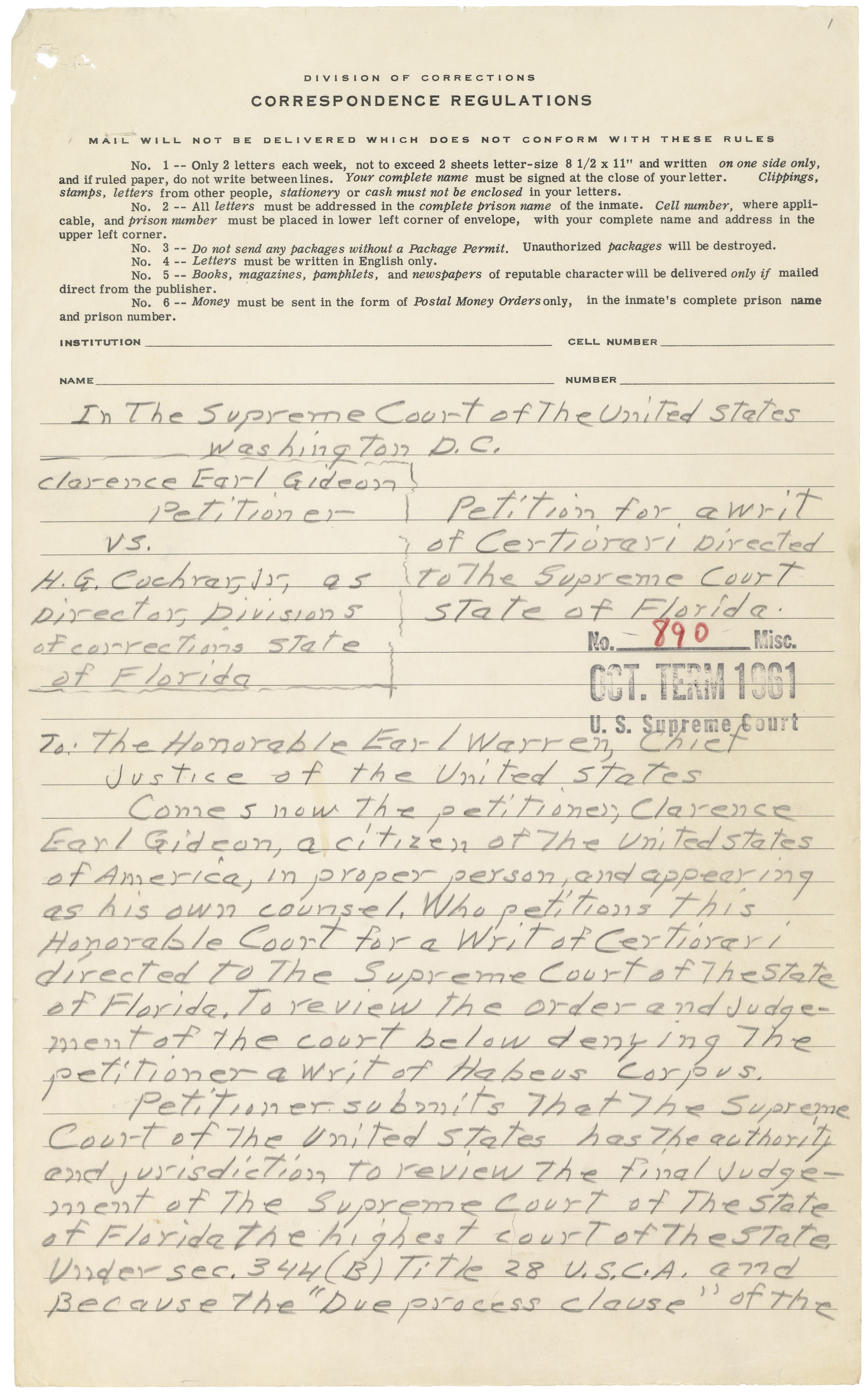
Первая страница обращения Гидеона.

3 июня 1961 года между полуночью и 08:00 в бильярдном зале Bay Harbor в Панама-сити, штат Флорида была совершена кража со взломом. Согласно материалам дела, неизвестный взломал дверь, разбил сигаретный автомат и проигрыватель, а также украл деньги из кассы. В тот же день свидетелем были даны показания. Правоохранительным органам была сообщена информация, что Кларенс Эрл Гидеон был замечен в бильярдной около 5:30 утра, уходящего с бутылкой вина и деньгами в карманах. Данные показания были отображены в обвинительном акте, полиция арестовала Гидеона и предъявила ему обвинение во взломе и проникновении с намерением совершить кражу в малом размере. Не были проведены следственные действия, которые бы позволили установить правдивые факты, позволяющие безоговорочно установить виновность Гидеона.
Гидеон явился в суде один, так как у него не было денежных средств, чтобы позволить нанять адвоката, после чего судья Блэк Суда Штата Флориды младший дал обвиняемому лицу следующие разъяснения:
«Г-н Гидеон, мне очень жаль, но я не могу назначить адвоката, который представлял бы вас в этом деле. Согласно законам штата Флорида, суд может назначить адвоката для представления интересов обвиняемого только в том случае, если этому лицу предъявлено обвинение в совершении тяжкого преступления. Мне очень жаль, но я вынужден буду отклонить вашу просьбу о назначении адвоката для защиты вас в этом деле».
Основным аргументом обвиняемого лица была ссылка на мнение Верховного Суда Соединенных Штатов, согласно которому он имеет право на адвокатскую защиту.
Суд Флориды не удовлетворил ходатайство Гидеона и не предоставил ему адвоката. В результате он был вынужден вести защиту самостоятельно. Результатом данного судебного разбирательство стал обвинительный вердикт, вынесенный судом присяжных. Суд приговорил Гидеона к пяти годам лишения свободы в государственной тюрьме.
Из камеры в тюрьме штата Флорида, используя тюремную библиотеку, карандаш, и тюремную канцелярскую бумагу, Гидеон обратился в Верховный Суд Соединенных Штатов в иске против секретаря Департамента исправительных учреждений Флориды Х. Г. Кокрана. Прежде чем дело было рассмотрено Верховным судом, Кокран уже ушел в отставку и его пост занял Луи Л. Уэйнрайт. В своей апелляционной жалобе Гидеон констатировал, что ему было отказано в адвокатской помощи и, следовательно, его права по шестой поправке, конкретизированные Штатами четырнадцатой поправкой, были нарушены.

### Сторона защиты
Верховный суд удовлетворил апелляционную жалобу Гидеона и назначил ему известного вашингтонского адвоката, который позже стал судьей Верховного Суда, Эйба Фортаса из юридической фирмы Arnold, Fortas & Porter. Активное содействие стороны защиты оказывал Эйб Краш и известный ученый-правовед Джон Харт Эли, который на момент судебного разбирательства являлся студентом третьего курса Йельской юридической школы.

### Сторона обвинения
Предъявителем обвинения был Брюс Джейкоб, защищавшим интересы штата Флорида, который позже занял должность декана юридического факультета Университета Мерсера и был деканом юридического колледжа Университета Стетсона.
Привлечение профессиональных юристов существенно изменило ход судебного разбирательства. Сторона защиты выдвигала два основных тезиса.
В ходе устных прений в Верховном суде Эйб Фортас неоднократно ссылался на то, что существующая система назначения адвоката в суде первой инстанции устарела и не соответствует современным правовым реалиям. В соответствии с существующими правовыми нормами на тот момент мировой судья в ходе предварительного слушания вынес определение о наличии «особых обстоятельств» в деле, подтверждающих необходимость получения подсудимым защитника.
Однако, как подчеркнул Эйб Фортас, это решение было принято на достаточно поздней стадии уголовного процесса. Адвокат требовал, чтобы показания свидетеля были признаны судом не состоятельными, так как, следственными органами не были произведены соответствующие мероприятия, направленные на установление истинности этих показаний. Кроме того, защитник подчеркнул, что опровержение таких доказательств — это сложная задача для непрофессионала.
Во-вторых, Эйб Фортас поделился приемом, которым пользуются адвокаты. Он привел суду пример из юридической практики. Кларенс Дарроу, величайший адвокат по уголовным делам в Соединенных Штатах, стал фигурантом уголовного дела и был обвинен в подмене присяжных и подкупе свидетелей. Первое, что он сделал, - это попросил адвоката представлять его интересы. Фортас предположил, что если такой известный адвокат, как Дарроу, нуждается в адвокате, чтобы представлять свои интересы в уголовном процессе, то любой человек должен иметь право на адвокатскую защиту.

## Последствия
Примерно 2000 человек были освобождены только во Флориде в результате придания обязывающей юридической силы прецеденту «Гидеон против Уэйнрайта».

## Альтернативные точки зрения
В августе 2006 года Американская ассоциация адвокатов настоятельно призвала государства предоставлять услуги адвоката для лиц с низкими доходами в рамках гражданского судопроизводства. Президент Американской Ассоциации адвокатов заявил, что в отношении гражданских дел “бедные стороны в суде имеют основные человеческие потребности, которые заслуживают такого же внимания, как и интерес к свободе, являющейся основой уголовного права на адвоката в деле «Гидеон против Уэйнрайта». Решение о том, как это будет происходить, пока окончательно не принято, но предполагается, что каждое государство будет иметь право голоса в отношении того, какие права должны признаваться законодательством.

## Влияние на мировую юридическую практику
Юридическая практика США повлияла на континентальную правовую систему. Россия не является исключением, так согласно положениям статьи 46 Конституции РФ «Каждый задержанный, заключенный под стражу, обвиняемый в совершении преступления имеет право пользоваться помощью адвоката (защитника)». Право на бесплатную юридическую помощь в суде по уголовным делам является одним из важнейших для обеспечения доступа к правосудию. Однако существуют некоторые проблемы, возникающие в реализации этого правила, так как правовой защитник получает маленькую оплату и подчас не проявляет заинтересованности в конкретном уголовном деле.

## Массовая культура
- Армия Гидеона (англ. Gideon's Army) документальный фильм о государственных защитниках на Юге Америки
- Труба Гидеона (англ. Gideon's Trumpet), книга и телефильм, основанные на этом случае